# Arthrobacter bussei
Arthrobacter bussei (bus’se.i. N.L. gen. n. bussei, von Busse; benannt nach dem deutschen Mikrobiologen Hans-Jürgen Busse) ist ein aus Käse isoliertes Bakterium. Es ist rosafarben und kokkenförmig. Der Gram-Test verläuft positiv. Arthrobacter bussei toleriert relativ niedrige Temperaturen von bis zu 1 °C, wie es bei vielen Arten der Arthrobacter zu beobachten ist. 
Das Genom des Stammes A. bussei KR32T wurde vollständig sequenziert.
A. bussei nutzt Bacterioruberin (ein C50-Carotinoid) als fettsäureunabhängigen Regulierung der Membranfluidität, welches eine zusätzliche Anpassung an niedrige Wachstumstemperaturen darstellt.

## Merkmale

### Morphologie
Die Zellen von A. bussei sind kokkenförmig. Das Bakterium ist Gram-positiv. Die Zellen sind im Durchmesser 1,1–1,5 μm groß. Ein Stäbchen-Kokken-Lebenszyklus wird nicht beobachtet. Dieser komplexe Lebenszyklus mit einer Änderung der Zellmorphologie tritt bei einige anderen Arthrobacter Arten auf, hierbei entwickeln sich Kokken zu Stäbchen. Die Art ist nicht begeißelt und somit nicht motil. Endosporen werden nicht gebildet. Auf Casein-Soja-Pepton-Agar wachsen die Zellen zu sehr kleinen, runden Kolonien heran. Ihr Durchmesser beträgt 1,0 mm nach 5 Tagen bei 30 °C. Diese sind rosa gefärbt, erscheinen durchsichtig (opak) und sind weich. In der Aufsicht sind die Kolonien rund geformt und haben eine klare Begrenzung. Von der Seite betrachtet sind die Kolonien erhaben.

### Wachstum und Stoffwechsel
Der Stoffwechsel von A. bussei beruht auf der Atmung. Die Art ist aerob, benötigt also Sauerstoff zum Wachsen. Der Oxidase-Test und Katalase-Test verlaufen positiv. Weiterhin ist der Stoffwechsel als chemoorganotroph und heterotroph zu kennzeichnen. A. bussei benutzt organische Verbindungen als Energiequelle und ebenso zum Aufbau zelleigener Stoffe. Der pH-Wert für bestes Wachstum ist 8,0. Wachstum erfolgt bei pH-Werten zwischen 7,0 und 8,0. Die optimale Temperatur für das Wachstum liegt bei 28–30 °C. Wachstum erfolgt innerhalb von 1 bis 45 °C. A. bussei toleriert eine Konzentration bis 7,5 % Natriumchlorid. Optimal für das Wachstum ist ein Gehalt von 2,5 % Natriumchlorid im Nährmedium. Zur Kultivierung ist Casein-Soja-Pepton-Agar oder Casein-Soja-Pepton-Bouillon geeignet. Wachstum tritt weiterhin auf Columbia-Blutagar mit einer α-Hämolyse auf, aber nicht auf Kristallviolett-Galle-Glucose-Agar (VRBD). Das Bakterium zeigt keine proteolytische und lipolytische Aktivität.
A. bussei ist in der Lage Aesculin aber keine Gelatine zu hydrolysieren. Das Bakterium ist positiv für alkalische Phosphatase, Esterase (C4), Esterase-Lipase (C8), Lipase (C14), Leucin-Arylamidase, Valin-Arylamidase, Cystin-Arylamidase, Trypsin, Naphthol-AS-BI-Phosphohydrolase, α-Galactosidase, β-Galactosidase, α-Glucosidase, β-Glucosidase und α-Mannosidase. Es ist negativ für α-Chymotrypsin, saure Phosphatase, β-Glucuronidase, N-Acetyl-β-Glucosaminidase, α-Fucosidase, Arginindihydrolase und Urease. Im Rahmen des chemoorgano-heterotrophen Stoffwechsels kann A. bussei zahlreiche organische Verbindungen als Kohlenstoffquelle nutzen. Dazu zählen Kohlenhydrate (Pentosen, Hexosen und Oligosaccharide), Zuckeralkohole und Aminosäuren. So wird unter aeroben Bedingungen beispielsweise D-Glucose genutzt, dabei wird keine Säure gebildet, wie es für eine Gärung typisch wäre. Weitere verwertbare Substrate sind Glycerin, L-Arabinose, D-Xylose, D-Galactose, D-Glucose, D-Fructose, D-Mannose, L-Rhamnose, D-Mannit, N-Acetylglucosamin, Arbutin, Aesculin, Salicin, D-Cellobiose, D-Maltose, D-Melibiose, Saccharose, D-Trehalose, D-Raffinose, Stärke, Glykogen, D-Turanose, Kaliumgluconat und Kalium-5-ketogluconat. Weiterhin werden die Aminosäuren Leucin und Valin assimiliert.
Kohlenhydrate, die nicht genutzt werden können, sind Erythrit, D-Arabinose, D-Ribose, L-Xylose, D-Ribit, Methyl-β-D-xylopyranosid, L-Sorbose, Galaktit, Inosit, D-Sorbitol, Methyl-α-D-mannopyranosid, Methyl-α-D-glucopyranosid, Amygdalin, D-Lactose, Inulin, D-Melezitose, Xylit, Gentiobiose, D-Lyxose, D-Tagatose, Fucose, Arabit und Kalium-2-ketogluconat. Es kann kein Nitrat zu Nitrit reduzieren.

### Chemotaxonomische Merkmale
Die in den Membranlipiden vorkommenden Fettsäuren sind iso-C14:0, iso-C14:1 cis 9, C14:0, iso-C15:1 cis 9, iso-C15:1 cis 4, iso-C15:0, anteiso-C15:0, iso-C16:1 cis 9, iso-C16:0, C16:1 cis 9, C16:0, C17:1 cis 10/11, C17:1 cis 9, iso-C17:0 und anteiso-C17:0. Die Haupt-Fettsäuren sind anteiso-C15:0 und iso-C15:0 bei 30 °C. Bei niedrigen Temperaturen (10 °C) werden vor allem einfach ungesättigte Fettsäuren hergestellt. A. bussei besitzt das Menachinon-9 (H2), welches als Haupt-Chinon in der Gattung Arthrobacter vorkommt, Menachinon-8 (H2) und Menachinon-9. Weiterhin besitzt das Bakterium die polare Lipide Diphosphatidylglycerin, Phosphatidylglycerin, Phosphatidylinositol und Monoacyldimannosyl-Monoacylglycerol.

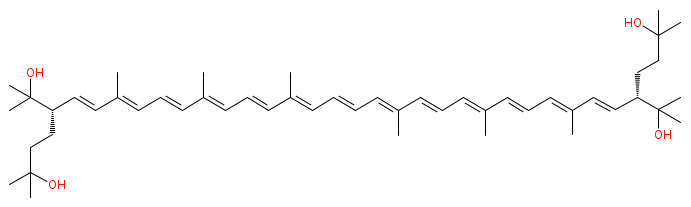
Struktur von Bakterioruberin

Die pinke Färbung des Bakteriums kommt durch das C50 Carotinoid Bakterioruberin und einer Reihe von dessen mono-, di- und tetraglycosylierten Derivaten zustande.

### Phylogenie
A. bussei wird in die „rosa Arthrobacter agilis Gruppe“ innerhalb der Arthrobacter agilis Gruppe eingeordnet, welche eine stabile Klade bildet. Zur „rosa Arthrobacter agilis Gruppe“ gehören die Arten Arthrobacter agilis, Arthrobacter ruber und Arthrobacter echini, welche alle eine rosa Färbung aufweisen.

### Genetik
Das Genom des Bakterienstammes A. bussei KR32T wurde 2019 vollständig sequenziert und weist eine Größe von 3,63 Megabasenpaare auf und liegt als zirkuläres Bakterienchromosom vor. Es sind 3086 Proteine annotiert. Das Genom enthält u. a. Gene für die Biosynthese der Carotinoide und für zwei putative Acyl-CoA Desaturasen, mit dem das Bakterium einfach ungesättigte Fettsäuren synthetisieren kann. Der GC-Gehalt (der Anteil der Nukleinsäuren Guanin und Cytosin) in der Bakterien-DNA liegt bei 69,14 Mol-%.